# Bernardus Marie Bahlmann
Bernardus Marie Bahlmann (Groesbeek, 20 augustus 1848 – 's-Gravenhage, 13 mei 1898) was een Nederlands advocaat, redacteur en RK-politicus.
Bahlmann was een belangrijk exponent van de conservatieve vleugel van de katholieken. Naar hem is genoemd de groep 'Bahlmannianen'. Zijn voornaamste katholieke tegenstander was Herman Schaepman met zijn (kleinere) groep 'Schaepmannianen'.
Bahlmann werd geboren in een familie van textielhandelaren. Zelf handelde hij ook in manufacturen, in Nijmegen, en was daarna advocaat en procureur in Rotterdam. Vervolgens werd hij redacteur en commissaris bij het katholieke dagblad De Maasbode.
In de 18 jaar dat Bahlmann Tweede Kamerlid was hield hij zich vooral bezig met financiën en economische zaken. Hij kwam sterk op voor de belangen van de textielindustrie (handelsbescherming). In 1891 nam hij met zijn groep van conservatief-katholieke kamerleden stelling tegen het verbond met de antirevolutionairen. Hij pleitte voor lagere defensielasten en handhaving van het systeem van remplacement, waarbij fabrikantenzonen een plaatsvervanger konden kopen in de krijgsmacht. De Schaepmannianen waren juist voorstander van persoonlijke dienstplicht en leerplicht, maar dit was in katholiek-industriële kringen bepaald niet gewenst. Verder drong Bahlmann aan op herstel van het gezantschap bij de paus (een Nederlandse vertegenwoordiger bij de Heilige Stoel), maar hiervoor was de tijd nog niet rijp.
Bahlmann stierf in de vergaderzaal van de Tweede Kamer, waar hij tijdens een felle redevoering onwel werd. De vergadering werd verdaagd en van zijn medelid Mgr. Everts ontving hij ter plaatse de absolutie. De katholieke kamerleden baden voor hem de gebeden der stervenden. Aan zijn graf sprak Schaepman, die in politiek opzicht zijn tegenstander was geweest.